# Пономаренко Сергій Анатолійович
Сергій Анатолійович Пономаренко (нар. 18 грудня 1983, Вишгород, Київська область, УРСР, СРСР) — колишній український футболіст, що грав на позиції захисника.

## Біографія
Свою футбольну кар'єру Сергій починав у рідному місті Вишгород у футбольному клубі «Чайка». У період з 1999 по 2001 роки виступав за відомий у Київській області ФК «Діназ».
На професійному рівні вперше зіграв у 2002 році, перейшовши до клубу з національного дивізіону Молдови «Тирасполь».
Через три роки повернувся на батьківщину, перейшовши у друголіговий «Нафком», але за два сезони так і не зумів закріпитися в основному складі клубу.
Потім знову був вояж до сусідньої країни, цього разу — до Білорусі, де Пономаренко грав за «Сморгонь»,   солігорський «Шахтар» і «Торпедо» (Жодіно).
У 2010 році повернувся до України, де грав за «Прикарпаття».
У 2011 році підписав контракт з «УкрАгроКомом»», де за два сезони став справжнім лідером та капітаном команди.
У 2014 році грав за аматорську «Бучу», після чого у 2015 році Сергій повернувся до «Діназу», в якому колись робив перші кроки у дорослому футболі. Працював тренером у дитячій академії «Діназу» та паралельно грав за основну команду, у якій був капітаном. За час повернення до рідного клубу отримав декілька індивідуальних нагород.
У наступному році виступав за рубежівський «Сокіл».
У сезоні 2016/17 Пономаренко перейшов до петропавлівської «Чайки», разом з якою через рік дебютував у Другій лізі України, вивівши команду на її перший матч у професіоналах з капітанською пов'язкою. Клуб зумів утриматися у професіоналах, посівши 8 місце з 10 у групі А з такими суперниками, як «Минай», «Верес» та «Полісся».
Після закінчення сезону 2019/20 завершив кар'єру футболіста.

## Досягнення
- Фіналіст Кубка Білорусі з футболу (2): 2008/09, 2009/10
- Срібний призер Другої ліги України (1): 2012/13
- Бронзовий призер Чемпіонату України серед аматорів (1): 2016/17
- Володар Кубка України серед аматорів (1): 2016/17